# Aploderus annectens
Aploderus annectens är en skalbaggsart som först beskrevs av Leconte 1877.  Aploderus annectens ingår i släktet Aploderus och familjen kortvingar. Inga underarter finns listade i Catalogue of Life.